# Bakonydraco galaczi
Bakonydraco (il cui nome significa "drago di Bakony") è un genere estinto di pterosauro tapejaride vissuto nel Cretaceo superiore, circa 85 milioni di anni fa (Santoniano), in quella che è oggi la Formazione Csehbánya, nei Monti Bakony, a Veszprém, Ungheria.
Il genere è stato descritto da David Weishampel , Attila OSI e Jianu Coralia, nel 2005. La specie tipo, Bakonydraco galaczi. Il nome del genere, Bakonydraco si riferisce alle montagne Bakony unite alla parola latina draco ossia " drago ". Il nome specifico, galaczi, onora il Professor András Galácz, che ha contribuito al programma di ricerca Iharkút, che a partire dal 2000 ha usato le miniere a cielo aperto di bauxite, che hanno portato alla luce vari fossili di pterosauri, tra cui Bakonydraco che rappresenta il primo pterosauro ungherese.

## Descrizione
Bakonydraco era un membro di medie dimensioni della famiglia dei tapejaridi. L'animale si basa sul suo olotipo MTM Gyn/3, costituito da una mandibola quasi completa, una fusione delle mascelle inferiore. Assegnato anche ad esso, come paratipo, è l'esemplare MTM Gyn/4, 21 composto dalla parte anteriore della mandibola, dalla caratteristica forma a lancia; alcune ossa delle ali e delle vertebre originariamente descritte come appartenenti ad un azdarchide, potrebbero appartenere all'animale.
Il becco dell'animale era completamente privo di denti, inoltre la parte anteriore del becco terminava in una "punta di freccia". Questa espansione avviene sia sul bordo inferiore sia sulla superficie superiore, dove il punto più estremo corrisponde con una cresta trasversale che separa la metà posteriore del rettilineo della sinfisi dall'estremità appuntita nella parte anteriore, rendendo la mascella inferiore di Bakonydraco ben più stretta rispetto a quella di altri tapejaridi. Le ganasce dell'esemplare MTM Gyn/3 misurano 29 centimetri di lunghezza (11,4 pollici), pertanto l'apertura alare di Bakonydraco è stimata intorno ai 4 metri (13 piedi), rendendolo uno pterosauro di medie dimensioni.
Fino alla scoperta del brasiliano Caiuajara, Bakonydraco era considerato il tapejaride più recente di cui si avessero prove fossili, nonché il primo tapejaride europeo (fino alla scoperta di Europejara). Tuttavia la sua classificazione è rimasta incerta per lungo tempo, venendo sbalzato tra l'essere un'azdarcoide basale o un'azdarchide, prima di essere definitivamente classificato come un tapejaride. La dieta del Bakonydraco è ancora incerta, sebbene per altri tapejaridi si pensa si siano nutriti di pesce, piccoli invertebrati e forse semi.

## Classificazione
Nel 2013, Andres & Myers proposero che il Bakonydraco fosse in realtà un tapejaride, nello specifico un sister taxon di Tapejara e Tupandactylus. Infatti, la descrizione della mandibola di Tapejara e Sinopterus, implica diverse affinità (o almeno una grande quantità di convergenze evolutive) con la mandibola di Bakonydraco. In questo caso Bakonydraco galaczi rappresenterebbe il tapejaride più recente mai rinvenuto, risalendo al Cretaceo superiore, insieme al Caiuajara, proveniente da terreni leggermente più antichi.